# Badia de Fornells
La badia de Fornells és una important badia situada a la costa nord de l'illa de Menorca, concretament en el municipi des Mercadal.
La badia té poc més de 4 quilòmetres de profunditat en direcció nord-sud i una amplària màxima d'1,5 quilòmetres en direcció est-oest. És la segona badia més gran de l'illa després del Port de Maó. A la seva costa oest s'hi situen les dues úniques poblacions assentades a les seva riba que són Fornells i Ses Salines. La costa est de la badia la forma un gran cap anomenat la Mola de Fornells que està deshabitat. Al fons de la badia hi ha dues salines, una al costat de la localitat de ses Salines i una altra situada just a l'extrem sud de la badia que rep el nom de ses Salines Noves.
Dins de la badia hi ha tres illots:
- Illa de ses Sargantanes
- Illa des Revells
- Escull des Corb Marí

## Ús nàutic

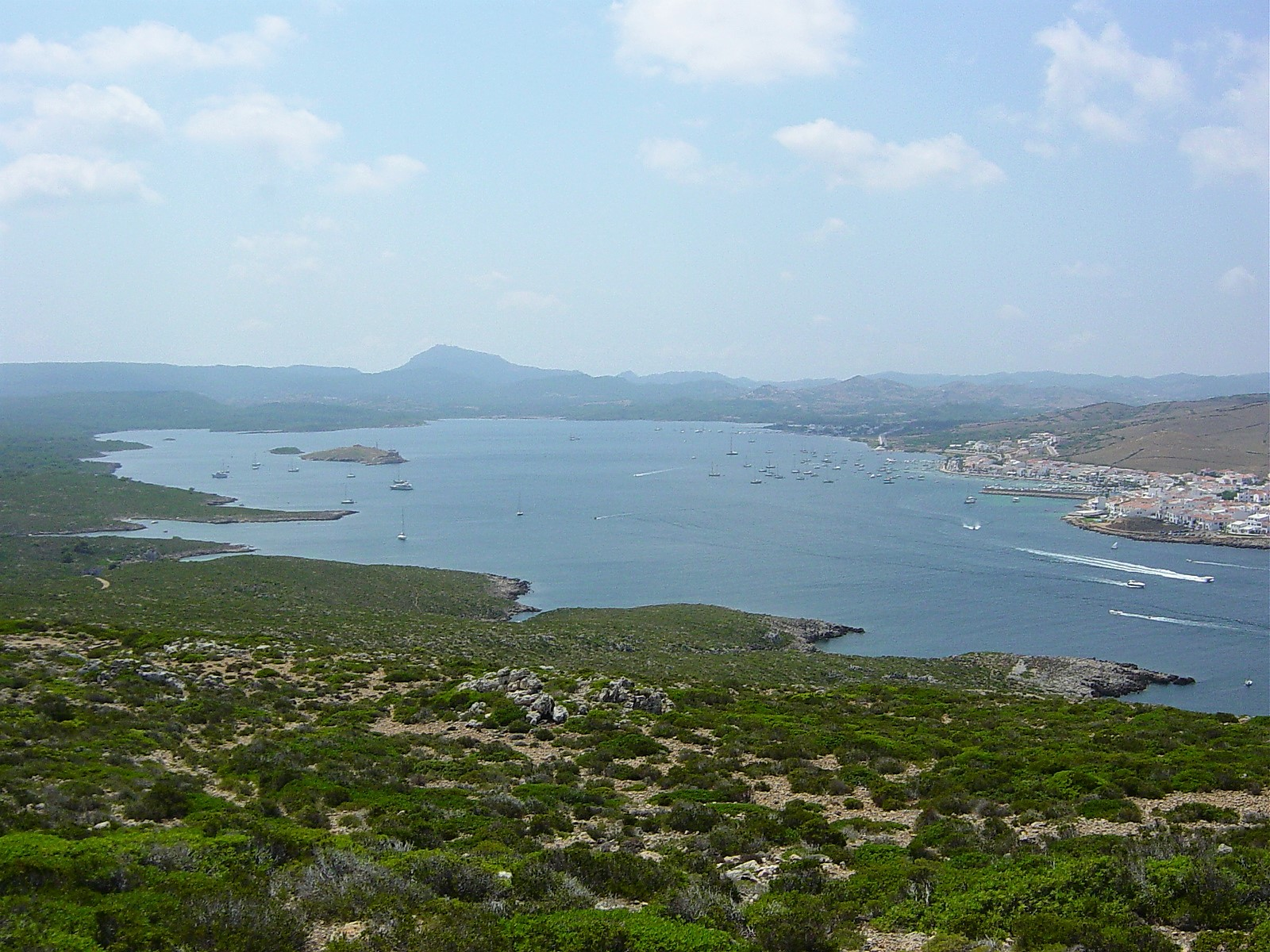
Panoràmica de la badia de Fornells des de la Mola.

Per les seves característiques com a badia tancada, amb poca fondària i d'una certa entitat, fa que sigui una zona amb un interès nàutic elevant per les condicions de port segur i per practicar-hi esports aquàtics. Així doncs, el port de Fornells serveix d'abric a embarcacions recreatives així com de la flota pesquera de la Confraria de Pescadors de Fornells. Pel que fa als esports aquàtics, la badia alberga una escola de vela i windsurf així com negocis de lloguer de velers, petites embarcacions a motor i piragües.

## Cartografia
- Full de cartografia terrestre del CNIGː

Full núm. 618 de la sèrie MTN50 del Insitituto Geográfico Nacional. (Descàrrega gratuita en format digital en el Centre de descàrregues del Centro Nacional de Información Geográfica).
«Centro de descargas del Centro Nacional de Información Geográfica».
- Cartes nàutiques de l'Instituto Hidrográfico de la Marina;
  - D 436 Illa de Menorca (I Edició 2004)
  - 4262 Carta nàutica Port de Fornells i badia de Tirant